# T.A. Barron

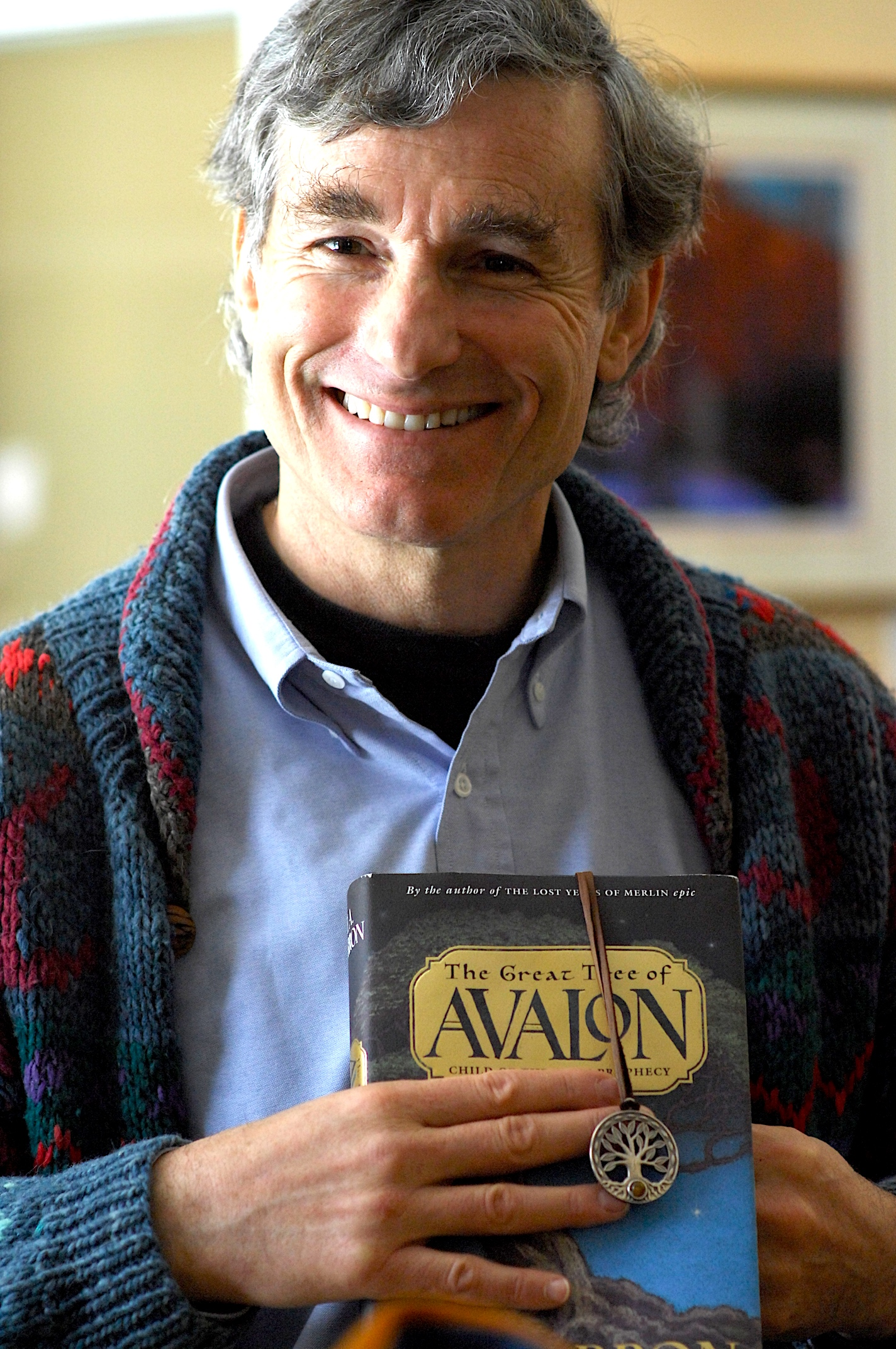
T.A. Barron in 2008

Thomas Archibald Barron (Boston (Massachusetts), 26 maart 1952) is een Amerikaans schrijver van fantasy, jeugdliteratuur, natuurboeken en verhalen voor jong adolescenten. Barron is vooral bekend voor zijn Merlin-serie, waarvan de filmrechten recentelijk werden gekocht door Warner Bros. Entertainment, Inc..

### Adventures of Kate
- 1990 - Heartlight
- 1992 - The Ancient One
- 1994 - Merlin Effect

### The Lost Years of Merlin
- 1996 - The Lost Years of Merlin
- 1997 - The Seven Songs of Merlin
- 1998 - The Fires of Merlin
- 1999 - The Mirror of Merlin
- 2000 - The Wings of Merlin

### The Great Tree of Avalon
- 2004 - Child of the Dark Prophecy
- 2005 - Shadows of the Stars
- 2007 - The Eternal Flame

### Merlin's Dragon
- 2008 - Merlin's Dragon
- 2009 - Doomraga's Revenge
- 2010 - Ultimate Magic

### Merlin Saga Companion Volume
- 2011 - Merlin: The Book of Magic

### Andere fictie
- 2001 - Tree Girl

### Prentenboeken
- 1999 - Where is Grandpa?
- 2004 - High as a Hawk
- 2007 - The Day the Stones Walked
- 2011 - Ghost Hands

### Non-fictie
- 2002 - The Hero's Trail

### Natuurboeken
- 1993 - To Walk in Wilderness
- 1995 - Rocky Mountain National Park: A 100 Year Perspective